# Alepisaurus ferox
Alepisaurus ferox, el Lanzón picudo, Lanzón Nariz Larga o Conejo de lo Alto es una especie de lanzón que puede ser encontrado en profundidades oceánicas de hasta 1.830 m. Esta especie puede crecer hasta 215 cm de longitud total y alcanzar un peso de 9 kg.  A veces son capturados como captura accesoria por pesquerías de atún con palangre, pero no es una especie que sea pescada de manera específica.
En los países de lengua inglesa se le suele llamar pez canibal debido a que se han capturado numerosos individuos que habían devorado otros miembros de su propia especie.

## Hábitat y distribución
Vive en  océanos de aguas profundas en el Pacífico Oriental y Occidental, desde las Islas Aleutianas hasta Chile, y en el Atlántico Occidental desde el Golfo de Maine al Golfo de México, incluyendo el Mar de Caribe, además del Atlántico Oriental, el Océano Índico, el noroeste del Atlántico, y el Mar de China.

## Características
La aleta dorsal de A. ferox tiene en promedio tres radios, de los cuales el tercer o cuarto rayo es mucho más extenso que los demás. También constan de una gran boca provista de dos colmillos. Su color es generalmente pálido, iridiscente, oscurecido alrededor de la aleta dorsal, y todas sus aletas son de color marrón oscuro o negro.
Estos peces son hermafroditas síncronos, lo cual quiere decir que poseen partes reproductivas masculinas y femeninas al mismo tiempo.